# Zhou Gongwang
Zhou Gongwang (周共王), de son nom personnel Ji Yihu (姬繄扈), fut le sixième roi de la dynastie Zhou.
Il fut intronisé à Hao en -922.

## Règne
Succédant à Zhou Muwang, la prospérité du royaume culmina sous son bienveillant règne. Le pouvoir des Zhou sous son règne était encore très haut, mais commençait néanmoins à décliner. Ses successeurs ne sauront pas comment freiner la décadence qui allait alors en résulter. Son règne s'acheva en -909.